# TYC 9163-994-1
TYC 9163-994-1은 대마젤란 은하의 Hodge 301 성단의 중심별로, 지구로부터 약 16만 7,644 광년 떨어져 있다.

## 같이 보기
- Hodge 301
- 대마젤란 은하